# Jeanne Galway
Jeanne Cinnante Galway (* 8. Oktober 1955 in New York City) ist eine US-amerikanische Flötistin und Musikpädagogin.

## Leben und Wirken
Jeanne Cinnante ist Absolventin des Mannes College of Music in New York. 1984 lernte sie den irischen Flötisten Sir James Galway kennen, den sie zwei Jahre später heiratete und mit dem sie in der Schweiz lebt. 
Bis 1992 setzte sie ihre eigene Konzerttätigkeit aus, seitdem tritt sie mit ihrem Mann regelmäßig als Flötenduo in Recitals und mit international bedeutenden Sinfonieorchestern wie den Orchestern von  Chicago, Philadelphia, Pittsburgh, Seattle und Denver auf. Außerdem ist sie Mitglied des Trios Zephyr mit dem Pianisten Jonathan Feldman und dem Cellisten Darrett Adkins, mit dem sie Konzertreisen unternimmt und das Album Winds of Romance aufnahm, und arbeitet auch mit anderen Kammermusikensembles wie den London Mozart Players und I Solisti Veneti zusammen. Weitere Aufnahmen mit ihr erschienen u. a. bei RCA Victor, BMG Classics und Deutsche Grammophon. 
Der Förderung des musikalischen Nachwuchses widmet sie sich beim jährlichen zehntägigen Galway Flute Festival, das sie mit ihrem Mann in der Schweiz durchführt, und auf interaktiven Internetplattformen (First Flute, Galway Flute Academy).